# Feliks Baranowski
Feliks Baranowski (ur. 28 maja 1915 w Zarzeczewie, zm. 21 czerwca 1992) – polski nauczyciel, związkowiec i polityk. Poseł do Krajowej Rady Narodowej oraz na Sejm Ustawodawczy oraz na Sejm PRL I i II kadencji oraz minister gospodarki komunalnej (1952–1956) i minister oświaty (1956).

## Życiorys

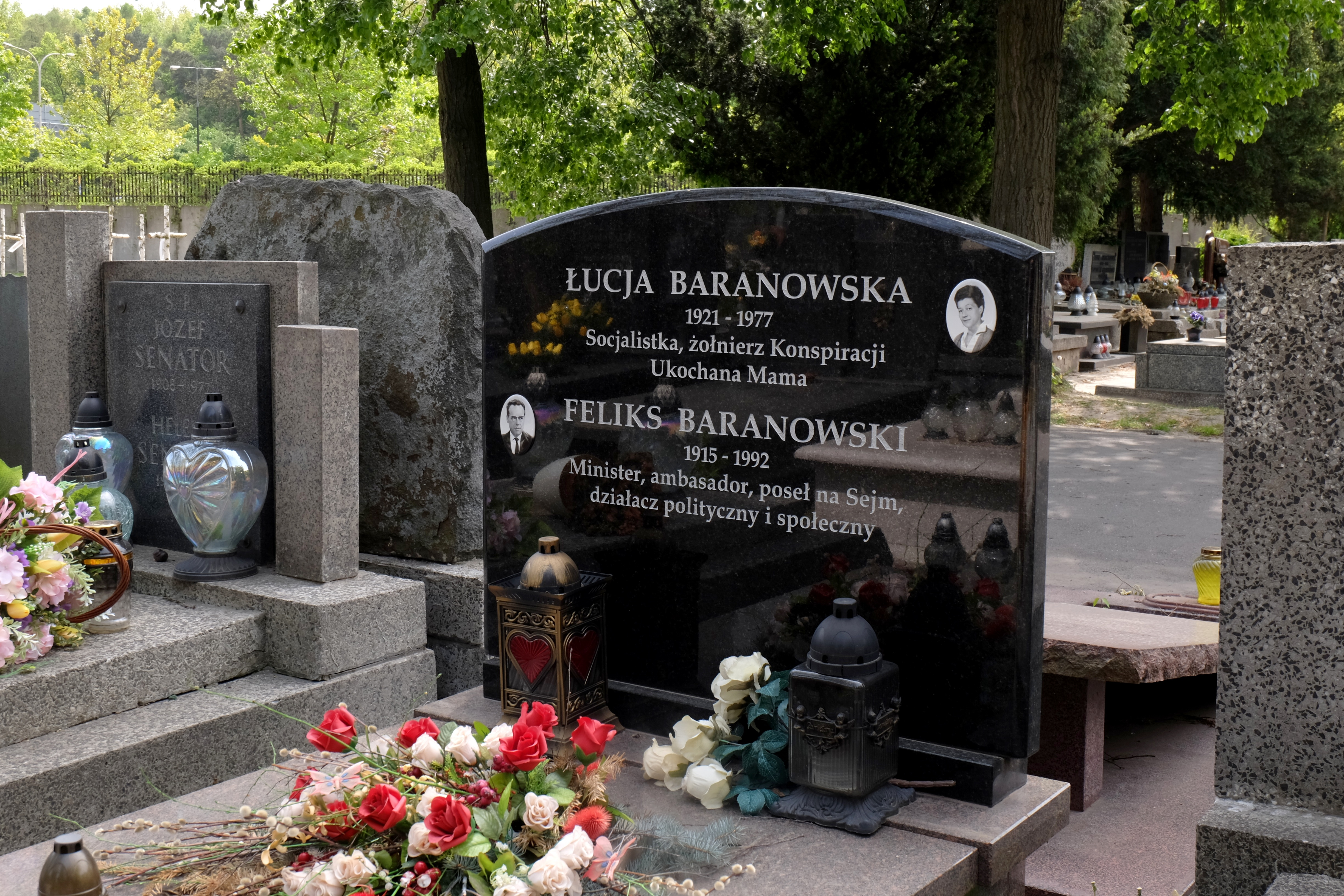
Grób Feliksa Baranowskiego na Cmentarzu Wojskowym na Powązkach w Warszawie

Syn Jana i Stanisławy, brat Bronisława, uzyskał wykształcenie średnie, z zawodu nauczyciel. W latach 30. należał do Organizacji Młodzieży Towarzystwa Uniwersytetu Robotniczego. Od 1936 członek Polskiej Partii Socjalistycznej, w okresie 1941–1943 Polskich Socjalistów, następnie do 1945 Robotniczej Partia Polskich Socjalistów, od 1945 „lubelskiej” PPS, a następnie od 1948 Polskiej Zjednoczonej Partii Robotniczej.
Pracował w strukturach partyjnych, w 1945 kierownik wydziału ogólnoorganizacyjnego Centralnego Komitetu Wykonawczego PPS, a w 1948 wydziału samorządowo-organizacyjnego. W okresie 1945–1948 członek Rady Naczelnej i CKW. W latach 1946–1947 I sekretarz wojewódzkiego komitetu PPS Warszawa-województwo, od czerwca do października 1948 pełnił funkcję przewodniczącego WK PPS Warszawa-województwo, a następnie do grudnia sekretarz stołeczny PPS. W PZPR członek Komitetu Centralnego (1948–1964), członek biura organizacyjnego KC (1948–1954) i kierownik wydziału oświaty KC w 1956. Ponadto był I sekretarzem komitetu wojewódzkiego w Poznaniu (1950–1951) i w Bydgoszczy (1951–1952, 1956–1958). Członek Centralnej Komisji Rewizyjnej w latach 1964–1968.
Pełnił mandat poselski do Krajowej Rady Narodowej oraz na Sejm Ustawodawczy oraz na Sejm PRL I i II kadencji, w latach 1958–1961 sekretarz Klubu Poselskiego PZPR. W latach 1949–1950 podsekretarz stanu w Ministerstwie Administracji Publicznej, od 1952 do 1956 minister gospodarki komunalnej, a następnie w 1956 minister oświaty.
Od 1961 do 1969 był ambasadorem PRL w Niemczech Wschodnich. Na emeryturze był działaczem ZBoWiD, w maju 1985 na kongresie tej organizacji został wybrany w skład Prezydium Rady Naczelnej ZBoWiD.
Pochowany na Cmentarzu Wojskowym na Powązkach w Warszawie (kwatera D35-7-7).

## Ordery i odznaczenia
- Złoty Krzyż Zasługi (11 maja 1946)[3]
- Medal za Warszawę 1939–1945 (17 stycznia 1946)[4]
- Medal 40-lecia Polski Ludowej (1985)[5]
- Medal im. Ludwika Waryńskiego (1987)[6]
- Pamiątkowy Medal z okazji 40 rocznicy powstania Krajowej Rady Narodowej (1983)[7]